# Blepharipodidae
Die Blepharipodidae sind eine Familie der Zehnfußkrebse aus der Teilordnung der Mittelkrebse (Anomura). Sie umfasst 10 Arten in zwei Gattungen, wovon vier nur fossil bekannt sind. Die rezenten Arten kommen mit einer Ausnahme an den Küsten des Pazifiks vor.

## Merkmale
Der Carapax dieser 3 bis 7 cm langen Krebse ist länger als breit und breit kielförmig. An seinen Seiten befinden sich drei oder vier nach vorne gerichtete Stachel. Das Rostrum ist dreieckig und nur leicht stachelig. Die Kiemen sind haarförmig (trichobranchiat). Die Augenstiele sind zylindrisch und die Cornea eher groß. Das erste Paar der Antennen, die Antennulen, haben ein unbewehrtes erstes Segment (ohne Dornen). Die Antennengeißeln (Flagella) bestehen aus 18 bis 85 und 6 bis 21 Gliedern. Auch beim zweiten Antennenpaar ist das erste Segment rückenseitig unbewehrt. Der Exopodit ist jeweils eher kurz. Ihre Flagella bestehen aus 8 bis 44 Gliedern. Die proximalen und distalen Endite der Maxillen sind unterschiedlich breit. Der Dactylus des ersten Schreitbeinpaares formt eine Subchela, deren Schnittkante stachlig ist. Die Dactyli der zweiten bis vierten Schreitbeine sind seitlich eingedrückt, auf den Carpi befinden sich kleine Stacheln. Das fünfte Schreitbeinpaar ist reduziert und chelat. Das Abdomen besitzt an den Somiten zwei bis fünf Pleura. Männchen fehlen die Pleopoden. Uropoden sind jeweils vorhanden. Das Telson ist eher eiförmig und seitlich verlängert. Der Sexualdimorphismus des Telsons ist entweder nur schwach ausgeprägt oder nicht vorhanden.

## Verbreitung und Lebensraum
Die Arten der Blepharipodidae sind an den nicht-tropischen Küsten des Pazifiks verbreitet. Sie kommen bei Russland, China, Korea, Kalifornien, Mexico, Peru und Chile vor. Einzig Blepharipoda doelloi lebt im Atlantik an den Küsten von Argentinien und Brasilien. Die vier nur als Fossile bekannten Arten der Blepharipodidae stammen aus dem Miozän, Oligozän und Eozän. Sie wurden im US-Bundesstaat Washington gefunden.
Der Lebensraum aller Blepharipodidae ist ein sandiger bis schlammiger Meeresboden an der Küstenlinie bis in maximal 70 Meter Tiefe. Dort graben sie sich rückwärts in den Sand ein. Als Nahrung dient wahrscheinlich vor allem Aas und Detritus.

## Systematik und Taxonomie
Die Blepharipodidae werden in folgende zwei Gattungen unterteilt, die sich durch die Zahl der seitlichen Zähne am Carapax sowie durch die Morphologie der Augenstiele unterscheiden lassen:
- Blepharipoda Randall, 1840
- Lophomastix Benedict, 1904

Innerhalb der Hippoidea gelten die Blepharipodidae als Schwestertaxon zu den Maulwurfskrebsen (Albuneidae) und Sandkrabben (Hippidae) und sind ihrerseits monophyletisch. Als Unterscheidungsmerkmal der Familien dienen vor allem die Kiemen, die bei den Blepharipodidae haarförmig (trichobranchiat) und bei den Albuneidae und Hippidae blattförmig (phyllobranchiat) sind.
Christopher Boyko unterzog im Jahr 2002 die Maulwurfskrebse (Albuneidae) einer Revision und entfernte als Teilergebnis die Gattungen Blepharipoda und Lophomastix aus dieser Familie, um sie in die somit neu beschriebene Familie der Blepharipodidae zu stellen. Typgattung ist die Gattung Blepharipoda.